# Barbey-Seroux
Barbey-Seroux is een gemeente in het Franse departement Vosges in de regio Grand Est en telt 127 inwoners (2005). De plaats maakt deel uit van het arrondissement Saint-Dié-des-Vosges.

## Geografie
De plaats is bekend vanwege Le Champ de Roches, een gebied van 400 bij 40 meter dat bezaaid ligt met granieten keien, achtergelaten door gletsjers in de IJstijd.

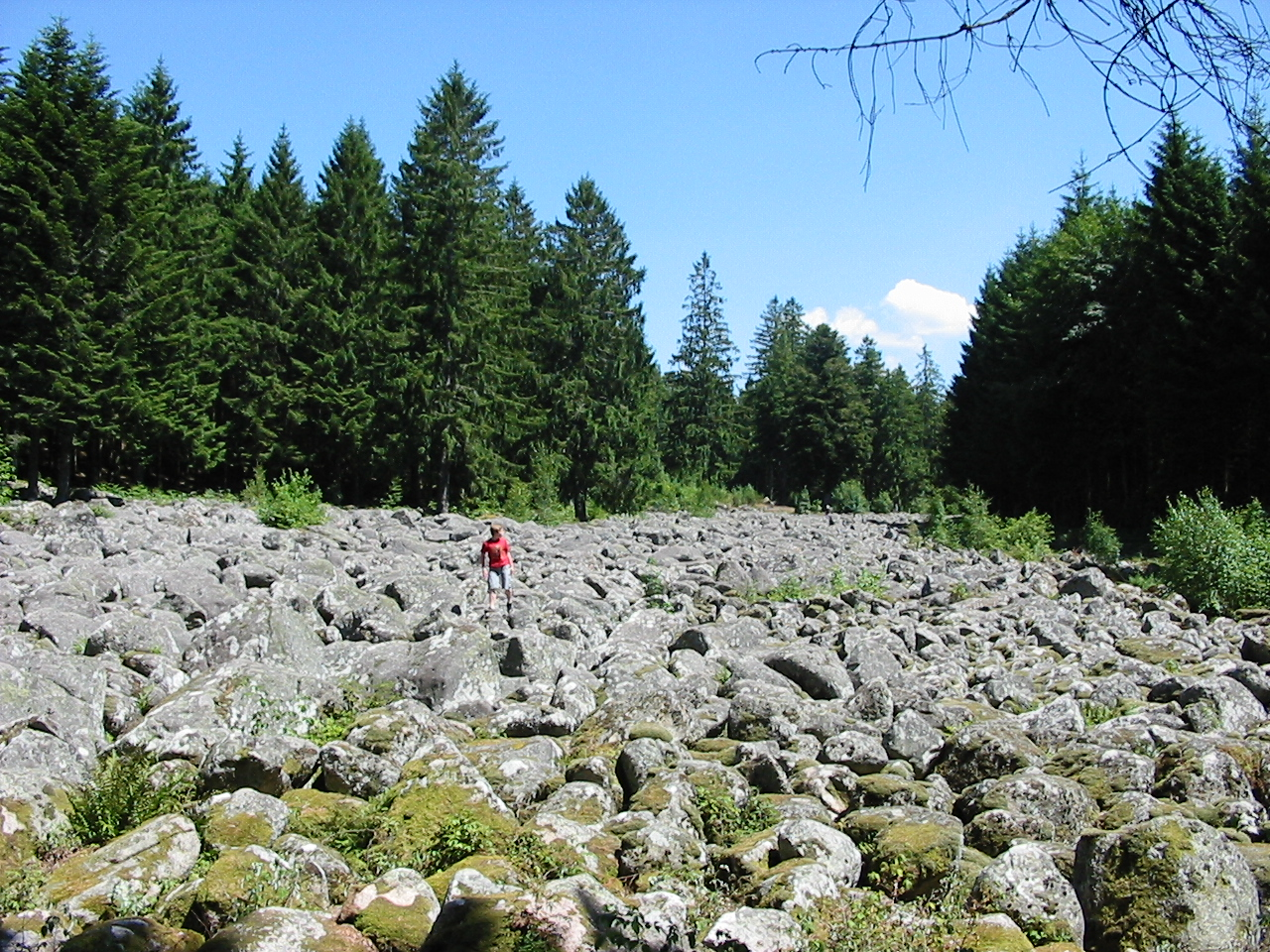
Champ de Roches

De oppervlakte van Barbey-Seroux bedraagt 7,2 km², de bevolkingsdichtheid is 17,6 inwoners per km².
De onderstaande kaart toont de ligging van Barbey-Seroux met de belangrijkste infrastructuur en aangrenzende gemeenten.

## Demografie
Onderstaande figuur toont het verloop van het inwonertal.
Anould · Arrentès-de-Corcieux · Aumontzey · Ban-sur-Meurthe-Clefcy · Barbey-Seroux · La Chapelle-devant-Bruyères · Corcieux · Fraize · Gérardmer · Gerbépal · Granges-sur-Vologne · La Houssière · Liézey · Plainfaing · Le Valtin · Vienville · Xonrupt-Longemer